# Чудотворец (мультфильм, 2000)
«Чудотворец» (англ. The Miracle Maker) — кукольный мультфильм, посвящённый Иисусу Христу.
Повествование идёт от имени Тамары, неизлечимо больной дочери Иаира, священника в Капернауме.
Рисованная анимация, сменяя кукольную в сценах воспоминаний, притч, историй, духовных встреч и видений, позволяет их отличить от основного сюжета, выполненного с помощью кукол. «Чудотворец» — это одно из самых глубоких и заслуживающих внимания изображений евангельской истории.
Мультфильм выпущен в 1999 году на валлийском языке, затем на английском и русском языках. Является результатом совместного производства кинокомпаний Великобритании, России и США.
Созданием фильма руководили Дерек Хейс и Станислав Соколов.
Роль Иисуса озвучивает Рэйф Файнс, в озвучивании участвуют и другие известные актёры.
В эпилоге играет музыка Энн Дадли для соло-мальчика и оркестра.

## Содержание
Полнометражный кукольный мультипликационный фильм о жизни Иисуса Христа.
Мультфильм представляет простой и незатейливый пересказ евангельской истории служения Христа, без авторских толкований, без каких-либо украшений и изысков ради развлечения.
Фильм длится всего 90 минут, поэтому нельзя было изложить все события Евангелия. Главной работой сценариста Мюррея Уоттса был выбор того, что показать и о чём умолчать, и он принял достаточно хорошие решения. Так, в воспоминаниях показано Рождество Христово вместе с дарами волхвов, но опущены истории о возвещении Марии, посещении Марией Елизаветы или бегстве в Египет.
В мультфильме есть сцена крещения Иисуса в реке Иоанном Крестителем, сопровождающегося гласом с небес, и есть сцена искушения в пустыне, но Преображение Господне опущено.
Есть рассказ о чудесном улове рыбы, но нет истории о чуде насыщения 5000 людей.

## Озвучивание
Роль Иисуса озвучивает Рэйф Файнс, Марию Магдалину — Миранда Ричардсон,
Иоанна Крестителя — Ричард Грант. В озвучивании участвуют также другие известные актёры.
В соответствии с концепцией Дороти Ли Сэйерс, представленной в спектакле Би-би-си The Man Born to Be King, в устах актёров речь образованной знати из евреев и римлян звучит с британским акцентом высшего света, а речь рыбаков и прочей челяди отмечена более грубым шотландским и родственными диалектами.
| Актёр             | Роль             |
| ----------------- | ---------------- |
| Рэйф Файнс        | Иисус Христос    |
| Иэн Холм          | Понтий Пилат     |
| Уильям Херт       | Иаир             |
| Джули Кристи      | Рахиль           |
| Ричард Грант      | Иоанн Креститель |
| Антон Лессер      | Ирод             |
| Дэвид Тьюлис      | Иуда Искариот    |
| Альфред Молина    | Симон Фарисей    |
| Миранда Ричардсон | Мария Магдалина  |
| Ивэн Стюарт       | Андрей           |

## Съёмочная группа
- Режиссёры: Дерек В. Хайс, Станислав Соколов[2]
- Художник-постановщик — Ливанова, Елена Артемьевна
- Художник — Игорь Медник
- Скульптор артикуляции — Сергей Олифиренко
- Аниматоры — Ольга Веселова, Наталия Дабижа, Алла Соловьева

## Создание фильма
Рисованная анимация в сценах воспоминаний, притч, историй, духовных встреч и видений позволяет отличить их от основного сюжета, выполненного в кукольной анимации. Также мультфильм содержит компьютерные эффекты для изображения воды и огня.
Куклы для мультфильма были созданы командой скрупулёзных российских мастеров, работающих вместе с валлийскими режиссёрами.

## Оценки и отзывы
Результат получился не такой отточенный, как в мультфильме со спецэффектами «История игрушек», но «Чудотворец» привлекает натуральностью и подлинностью истории. «Чудотворец» — это одно из самых глубоких и заслуживающих внимания изображений евангельской истории всех времен. Фильм подходит для большинства детей, это семейный фильм.
Авторы фильма реализовали идею Иоанна Златоуста: «Не сказать ничего нового, но сказать это по-новому».
В этой работе «Чудотворец» Мюррей Уотс превзошёл свою работу 1998 года «Беовульф», в которой и порядок событий изменён, и диалоги либо расширены, либо выдуманы. И даже такие хорошие адаптации, как мультфильм Принц Египта, не избежали того, чтобы переработать и изменить исходный материал истории, чтобы сделать его более интересным, доступным и увлекательным.

Постановку полнометражного фильма о последних трёх годах земной жизни Христа осуществил Станислав Соколов, который работал в привычной для себя стилистике кукольного реализма, граничащего с натурализмом.
Невиданная прежде подробность мимики, достоверность каждого движения сделанных из пластичных материалов кукол рождает смешанное ощущение «условной правдивости». Этот стиль поэтического, или фантастического, натурализма понравился заказчикам. По их мнению, он, как никакой другой стиль, отражает идею рождения и проникновения чуда христианства в обычную повседневную жизнь.
— Малюкова Лариса: Сверхкино. Современная российская анимация с.56-57.